# 伝説の少女
『伝説の少女』（でんせつのしょうじょ）は、日本の女性歌手、観月ありさのデビューシングル。1991年5月15日に日本コロムビアからリリースされた。表題曲は観月自身が出演したキリンビバレッジ「シャッセ」のCMソング。

## 概要
「伝説の少女」は観月自身が出演したキリンビバレッジの炭酸飲料「シャッセ」のCMソングとして使用された。同CMでは、後にシングル「TOO SHY SHY BOY!」「今年いちばん風の強い午後」もCMソングに引き継がれた。
シングルCDの初回盤はジャケットが折り込み型の特別仕様となっている。シングル・バージョンではアウトロがフェードアウトになっているが、ファースト・アルバム『ARISA』に収録されているバージョンではアウトロが最後まで演奏されるカットアウトになっており、その分収録時間が長い。
バンドブームが進み ″アイドル冬の時代″ を迎える中、わずか14歳5か月で歌手デビューを果たした観月だが、デビュー曲にして累計22万枚を超えるヒットを記録。この曲で第33回日本レコード大賞新人賞を受賞した。
観月の誕生日である2021年12月5日には、音楽配信が開始された。

## 背景
デビュー曲の楽曲制作は尾崎亜美に依頼された。観月は、所属事務所のオーディションで尾崎が作詞作曲を手掛けた杏里のデビュー曲「オリビアを聴きながら」を歌ったことがあるほど尾崎の曲を大変好んでおり、楽曲提供依頼は観月自身が尾崎に直談判したという。なお、「伝説の少女」の歌い出しの歌詞 ″古いラジオ唄ってる ママの時代のlove song″ は「オリビアを聴きながら」をイメージしている。
4歳から子役モデルとして活動していた観月は、歌が好きで歌手を目指してはいたものの、芝居や歌の練習をしたことはなく、デビューが急に決まったため練習をすることなく本作のレコーディングに挑んだという。レコーディングに関しては、尾崎から音楽の先生のように歌い方や色々な技術を教わったと話しており、「すごく戸惑いましたし、当時としては難しい曲だったなあと思います。」と振り返っている。
2022年6月7日に放送されたNHKの音楽番組『うたコン』では観月と尾崎が揃って出演し、尾崎のピアノ伴奏と観月の歌唱による「伝説の少女」が披露され、スペシャル・コラボレーションが実現した。歌い終えた観月は満面の笑みで「節目の年に亜美さんとパフォーマンスが出来たこと、とても嬉しく思っています。ありがとうございます。」と感謝の想いを伝えた。
「伝説の少女」とカップリング曲の「鏡の中のUTOPIA」の尾崎によるセルフカバー・バージョンがアルバム『POINTS-3』に収録されている。

## 収録曲
1. 伝説の少女（5:01）
作詞・作曲：尾崎亜美 / 編曲：佐藤準
  - キリンビバレッジ「シャッセ」CMソング。
2. 鏡の中のUTOPIA（4:42）
作詞・作曲：尾崎亜美 / 編曲：佐藤準

## 収録アルバム
- ARISA (Album Version)
- FIORE -ARISA COLLECTION-
- REMIX ALBUM KAN-JUICE (THE LEGENDARY READYMADE MIX)
- HISTORY～ALISA MIZUKI COMPLETE SINGLE COLLECTION～
- VINGT-CINQ ANS Disc1にオリジナル版とDisc3に2016年リメイク版が収録されている。